# 巴西武装力量
巴西武装力量（葡萄牙語：Forças Armadas Brasileiras）包含巴西陸軍、巴西海軍（包括巴西海軍陸戰隊與巴西海軍航空兵）與巴西空軍。

## 概述

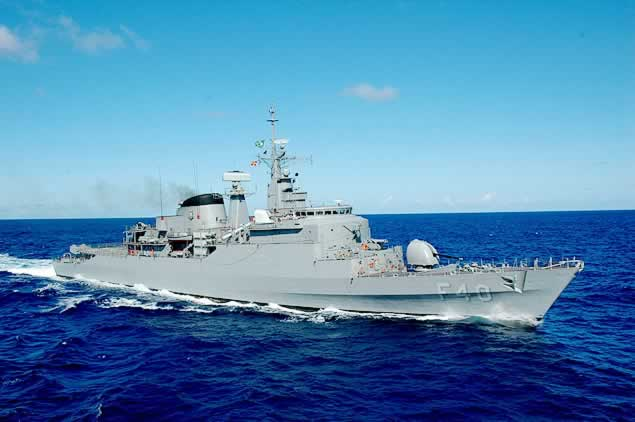
F Niteroi驅逐艦

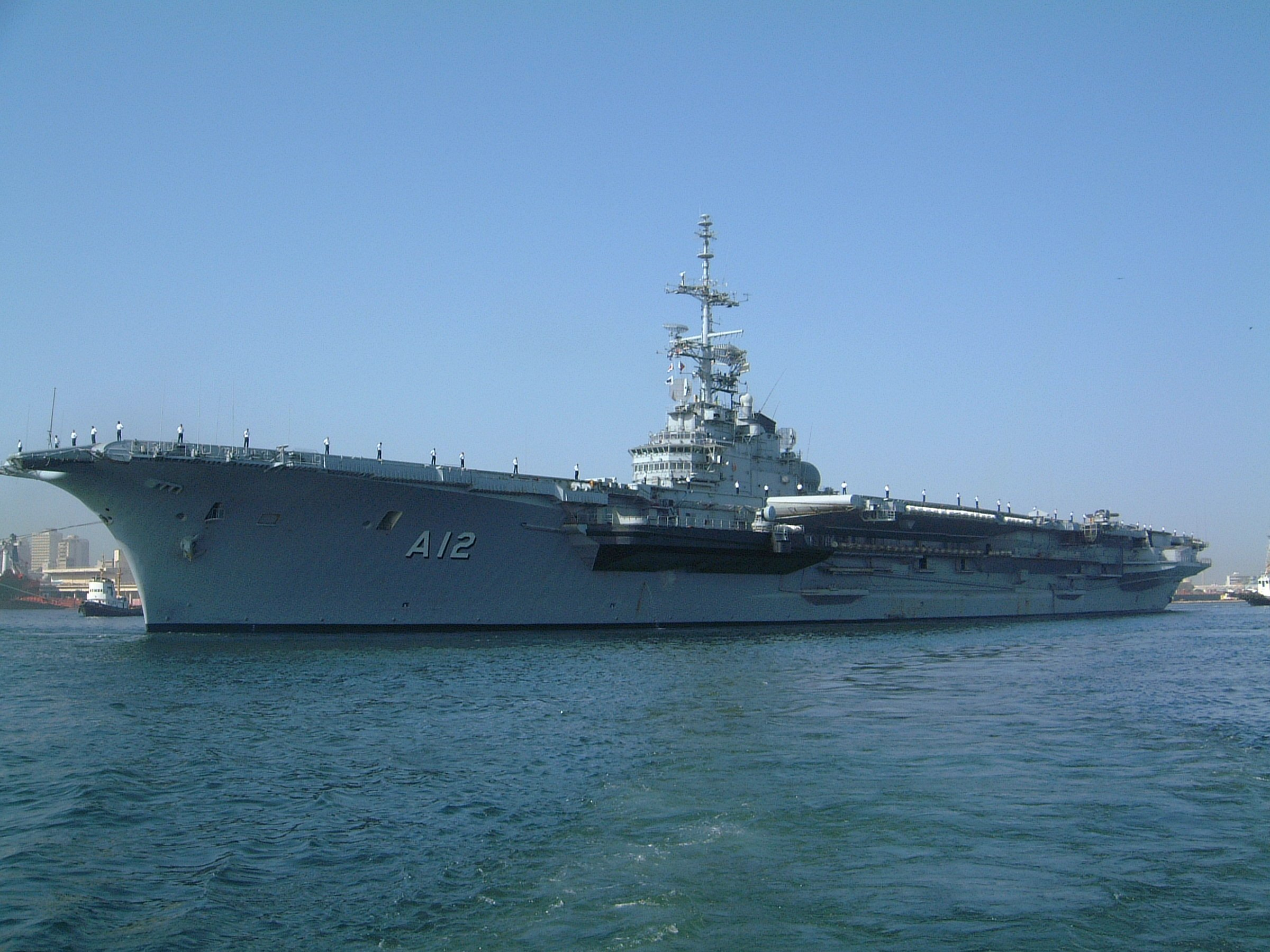
聖保羅號航空母艦（已停用 ）是巴西從法國購買的1957年製老式輕型航母

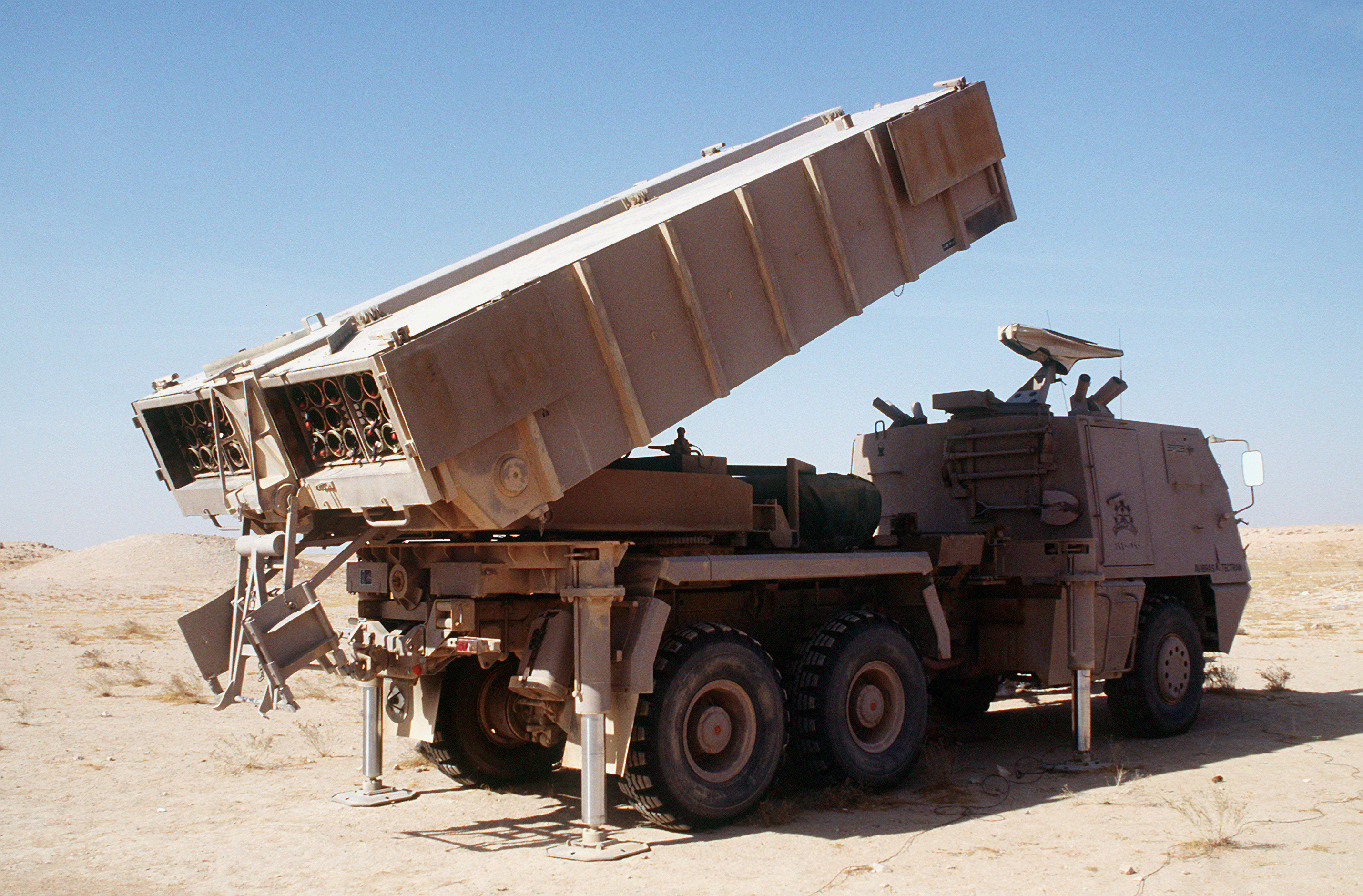
ASTROS-2多管火箭車

巴西武装力量包括巴西陸軍，巴西海軍和巴西空軍。巴西憲兵則作為一支從屬於陸軍的副武裝部隊。巴西軍隊為拉丁美洲上最大的一支部隊。所有的軍種皆受巴西國防部（Ministério da Defesa）的管轄。巴西空軍是從陸軍和海軍的航空師合併而來的。兩者的航空部隊皆轉移他們的裝備，設施和人員至新成立的部隊。至2014年7月8日，總共有大約500架飛行器和66,020位人員在巴西空軍中服役，更有7,500位平民受雇於空軍，從而使它成為南美大陸上最強大的空軍。巴西海軍為負責海上行動及保衛巴西領海的單位。在所有軍種中，巴西海軍的成立日期最早，與其他拉美國家相比，巴西海軍規模最大。巴西海軍曾經領有27,307噸排水量的聖保羅號航空母艦（原法國海軍福煦號），一些美製和英製巡防艦，少量自製的火炮護衛艦，柴電潛艇和巡邏艇。巴西陸軍負責陸上軍事行動，是一支擁有190,000位戰鬥人員的武裝部隊。

## 兵役
《世界概況》指出義務兵為19-45歲，並且必須入伍9到12個月。自願兵為17-45歲，而且軍隊中長期服役且自願服務的專業人士有越來越多的趨勢。2005估計，巴西可動員人數有45,586,036名19-49歲男性和45,728,704名19-49歲女性。其中，33,119,098名男性和38,079,722名女性符合軍隊要求。而巴西每年有1,785,930名男性和1,731,648名女性達到參軍年齡。
巴西男子必須在他18歲生日那一年入伍12個月（空軍要求24個月，海軍則是36個月）。但是，許多的徵召都予以免除，使其不用服役。很多時候入伍地點都被選在盡量離士兵家較近的地方。巴西政府不強制那些上大學或是有穩定工作的18歲青年服役，其他像是健康問題也可能使其不用參軍。
1980年代開始巴西女性就獲准到軍中服役，而巴西也成為第一個授予女性軍銜的南美國家。

## 資金不足
2005年，軍費開銷為99億4千萬美元，約為巴西國內生產總值的1.3%。人員薪水和退休金占了國防預算的80%，因此巴西軍隊沒有很足夠的資金來投資新裝備和維護。2001年至2007年之間，平均有111億雷亞爾，每年約61億美金的預算。2008年則僅有24億美金的國防預算。
空軍中只有占總數37%的267架飛機是可以工作的，有452架飛機因為缺少維護和零件不足停滯在陸地上。而實際上又有60%的飛機有著超過20年的歷史。
海軍也遭遇了許多困難，因為除了要讓19艘水面艦巡邏超過7000公里的海岸線之外，其中大約只有9艘能夠運動，而且還有許多的限制。在5艘老舊潛艇之中，只有一艘是整裝待發的，剩下四艘有极大的航行限制。另外，27架直升機，占總數的60%，也是處於停機狀態。
陸軍也不能倖免於外。85%的車輛年齡超過34年，而且一些還是二戰時期的卡車。1,437輛裝甲車中有60%不在戰鬥狀態。彈藥庫存也只有推薦值的10%。

## 軍隊重新部署
巴西軍隊需要巡邏長達16,880公里（10,488英哩）的陸地邊境線，由1990年代起，軍隊依國防需要重新部署。
1992年至2008年間，第1、2及16叢林步兵旅、第3步兵營、第19後勤營及第22憲兵排從里約熱內盧州和南里奧格蘭德州的陸軍調任到亞馬遜地區。在調任後，該地區的陸軍部隊數目上升至25,000個。此外，第1和第3戰車團也從里約熱內盧州調任至南里奧格蘭德州的聖瑪麗亞市駐守。
儘管如此，位於巴西境內邊界的亞馬遜地區軍隊仍然短缺，區內只有28個邊境分遣隊，合共1,600名士兵，即每7公里（4英哩）的邊界有1名士兵巡邏。里約熱內盧州、米納斯吉拉斯州和聖埃斯皮里圖州駐有49,000士兵，而里約熱內盧和聖瑪麗亞，南里奧格蘭德州兩個城市擁有全國最多的士兵，預計未來有更多部隊調任。2008年5月，海軍宣佈重新調配境內軍隊的計畫。